# Amaxia carinosa
Amaxia carinosa là một loài bướm đêm thuộc phân họ Arctiinae, họ Erebidae.